# دهه ۲۰ (میلادی)

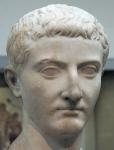
تصویری از دهه 20 میلادی

دهه ۲۰ (میلادی) دهه ۲م تقویم میلادی است.

## درگذشتگان
‎